# Södermanlands runinskrifter 40
Södermanlands runinskrifter 40 är en runsten som nu står på kyrkogården vid Västerljungs kyrka i Västerljungs socken och Trosa kommun i Södermanland.

## Stenen
Stenen som ristades på 1000-talet har under en lång tid suttit inmurad i kyrkoväggen tills den plockades ut och restes på sin nuvarande plats 1959. Den har en smal, toppig form som är tresidig och bilder finns på två av sidorna, medan runinskriften är placerad på den tredje. En av figurristningarna visar en man sittande på en stol. Troligen är det Gunnar i ormgropen, en av huvudpersonerna i Völsungasagan och svåger till Sigurd Fafnesbane. Motivet med Gunnar som försöker försvara sig mot ormarna genom att spela harpa, var ett mycket omtyckt tema av dåtidens konstnärer. De andra figurerna på stenen har inte kunnat tolkas. Det är ej heller klarlagt om Tjust åsyftar det sörmländska Tystberga eller det småländska Tjust kring Västervik.

## Galleri

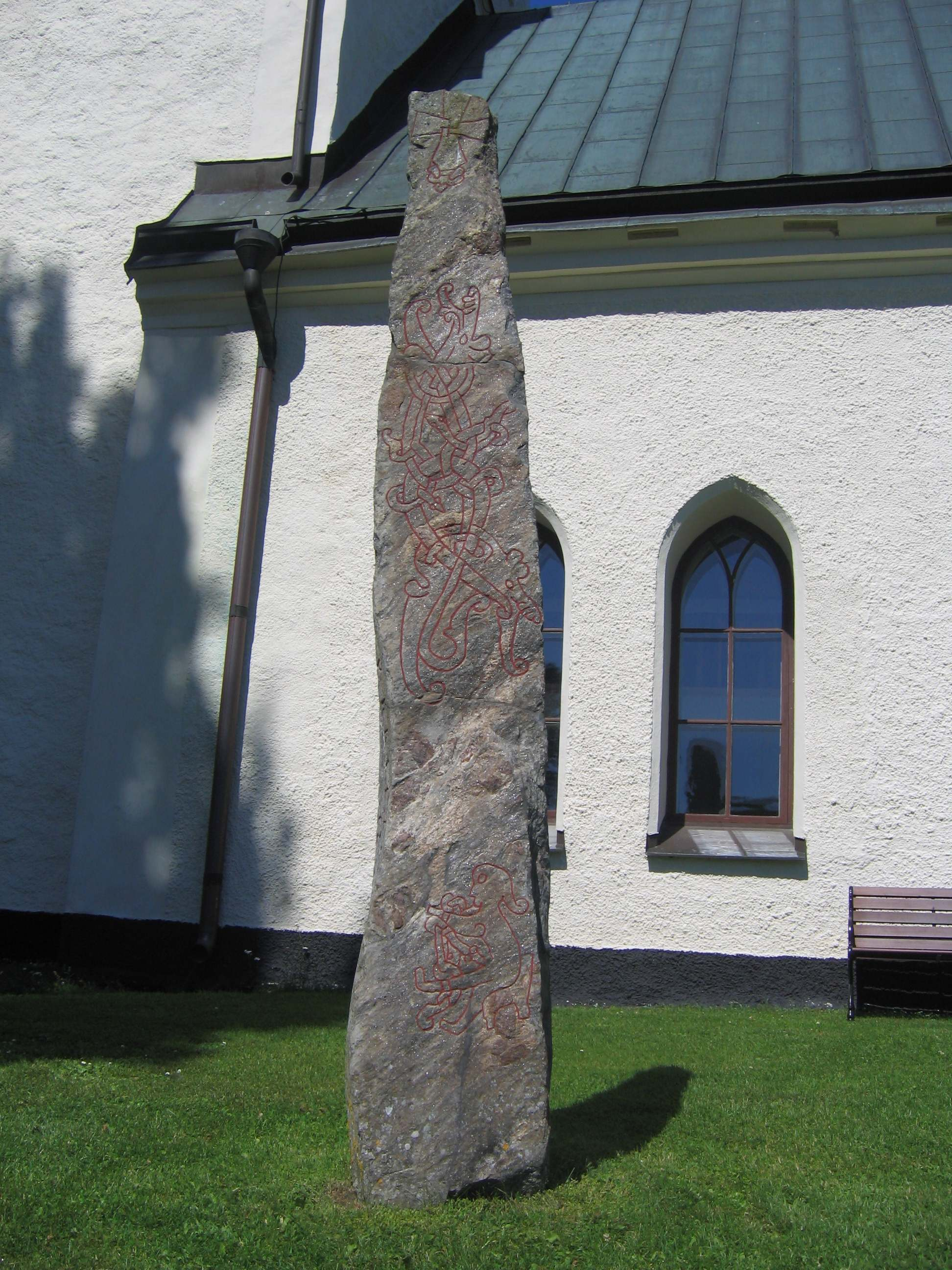
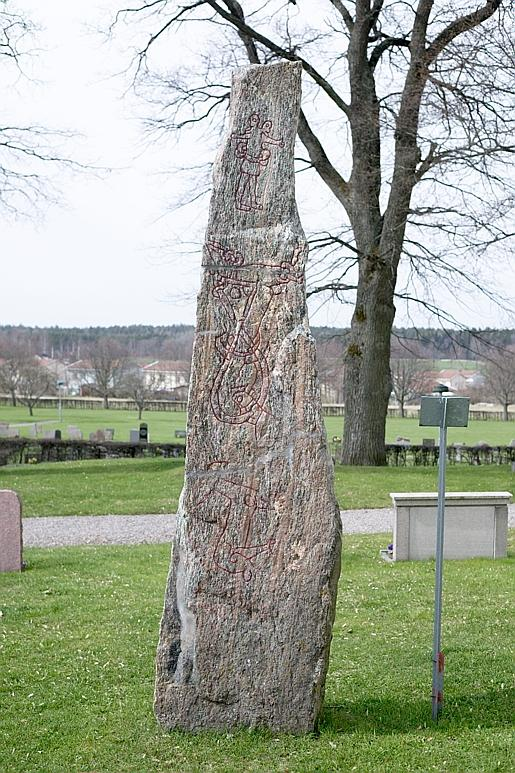
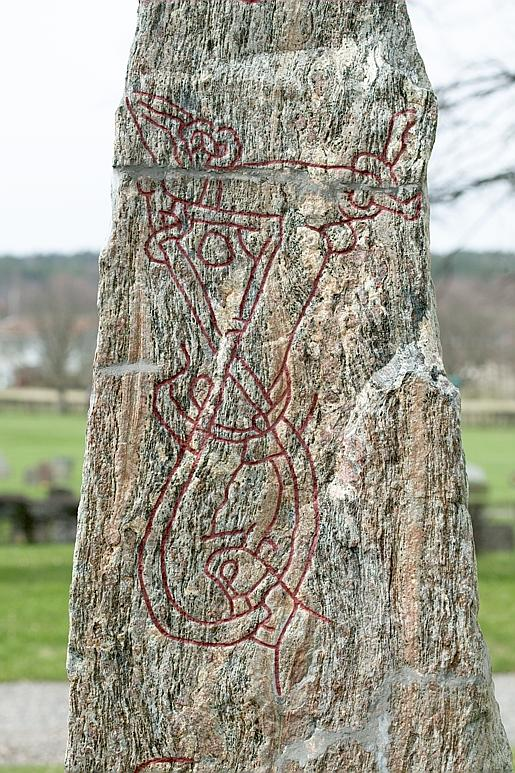
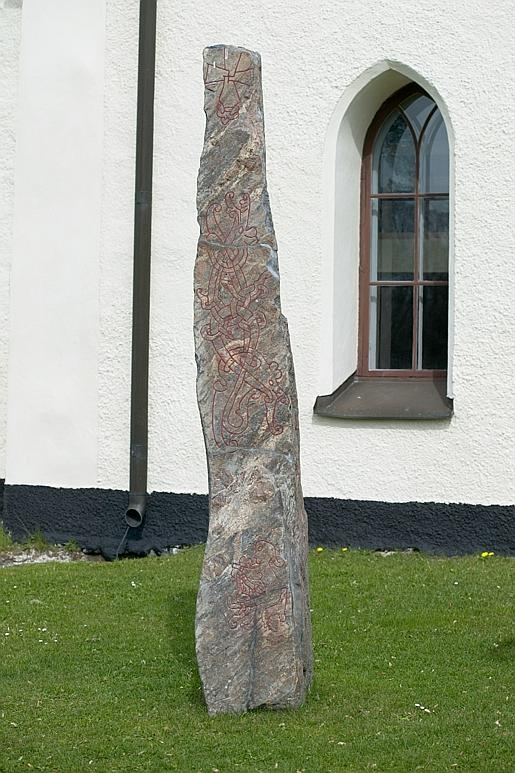
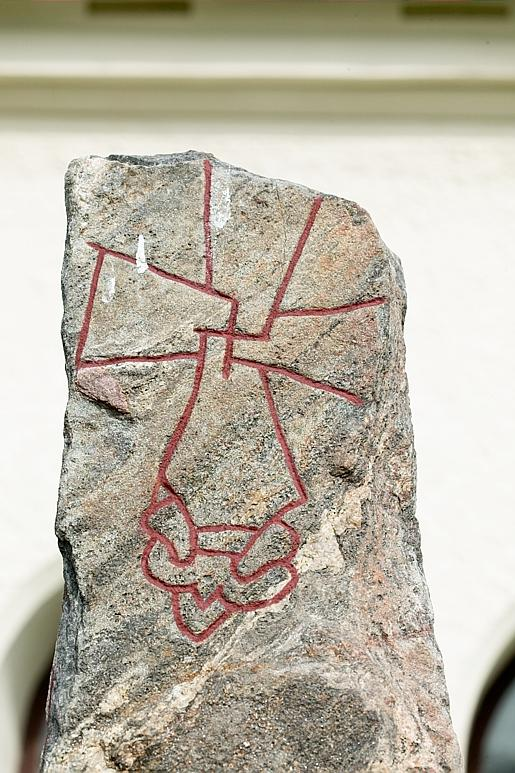

## Inskriften
Translitterering av runraden:
haunefR + raisti · at · kaiRmar · faþur · sin + haa · iR intaþr · o · þiusti · skamals · hiak · runaR þaRsi +
Normalisering till runsvenska:
HonæfR ræisti at GæiRmar, faður sinn. Hann eR ændaðr a Þiusti. Skammhals hiogg runaR þaRsi.
Översättning till nusvenska:
Honäv reste efter Germar, sin fader. Han är ändad i Tjust. Skammhals högg dessa runor.